# Sandknotbagge
Sandknotbagge (Trox sabulosus) är en skalbaggsart som beskrevs av Carl von Linné 1758. Sandknotbagge ingår i släktet Trox och familjen knotbaggar. Enligt den svenska rödlistan är arten sårbar i Sverige. Arten förekommer i Götaland, Gotland, Öland och Svealand. Arten har tidigare förekommit i Nedre Norrland men är numera lokalt utdöd. Artens livsmiljö är jordbrukslandskap, havsstränder, stadsmiljö. Utöver nominatformen finns också underarten T. s. fujiokai.

## Bildgalleri

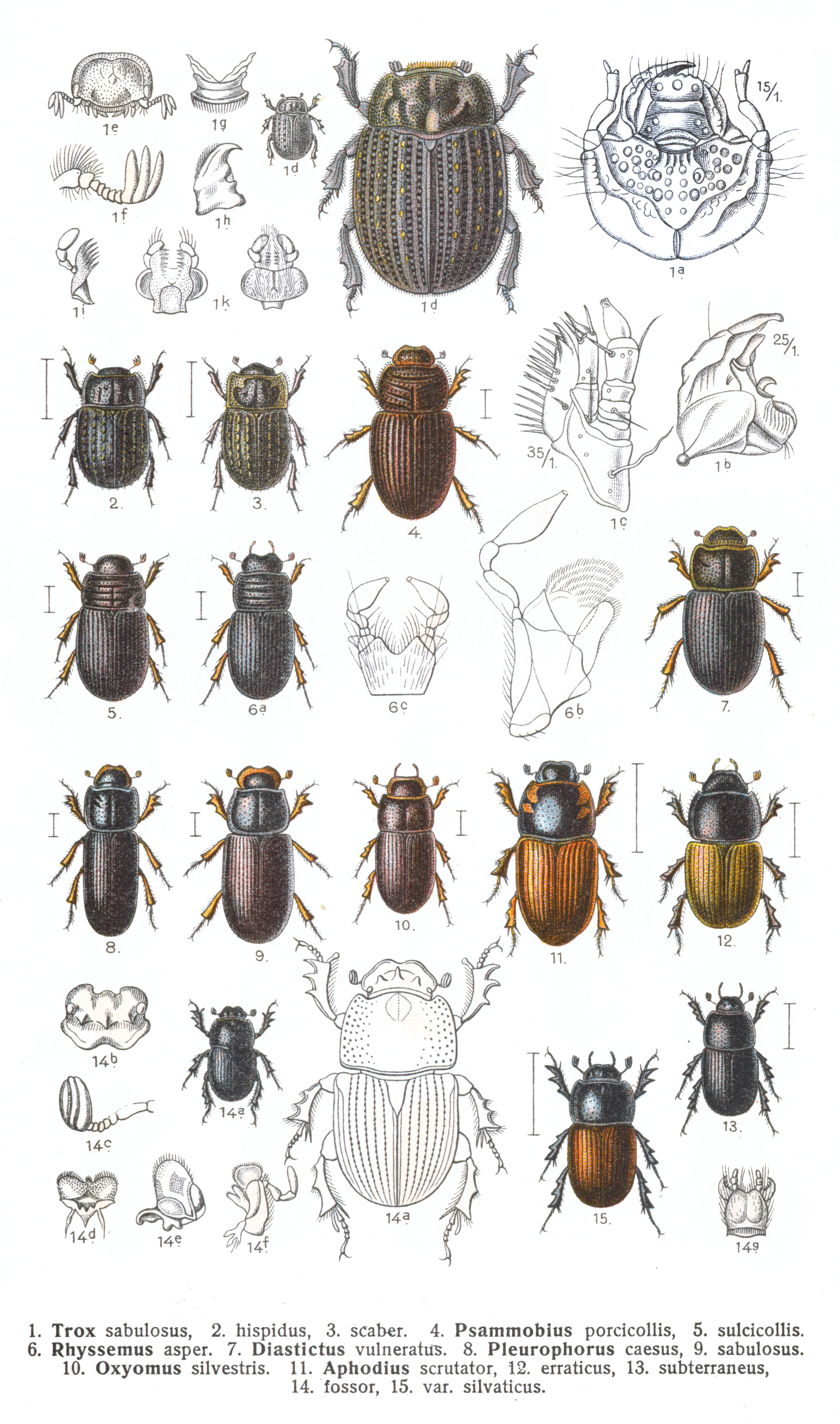
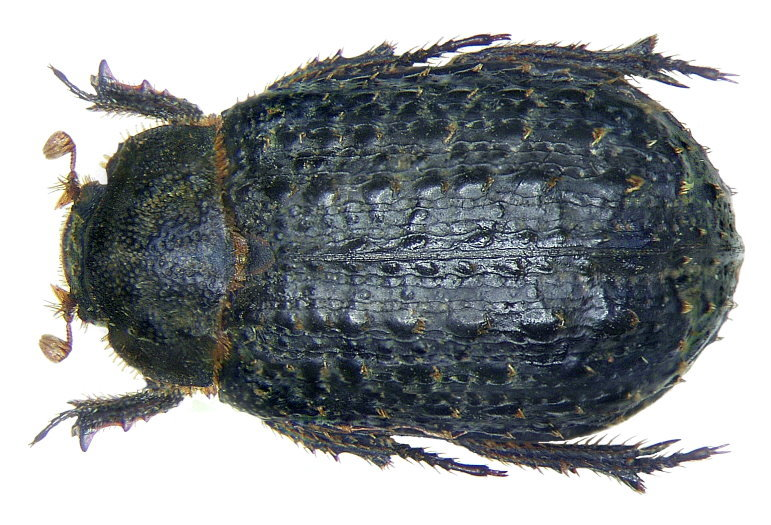
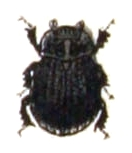